# Personel obozu zagłady w Treblince

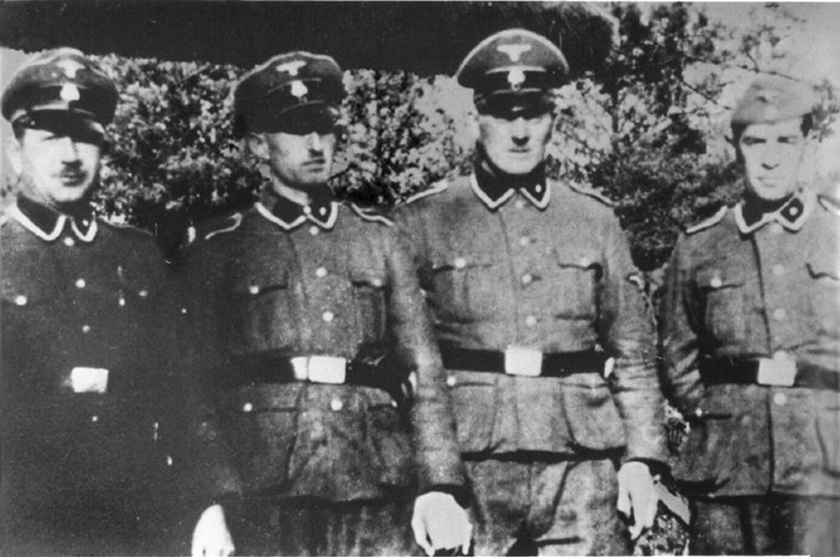
Członkowie załogi obozu zagłady w Treblince przed obozowym zoo. Od lewej stoją: Paul Bredow, Willi Mentz, Max Möller, Josef Hirtreiter

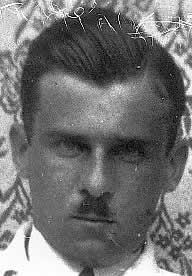
SS-Untersturmführer Irmfried Eberl, pierwszy komendant obozu

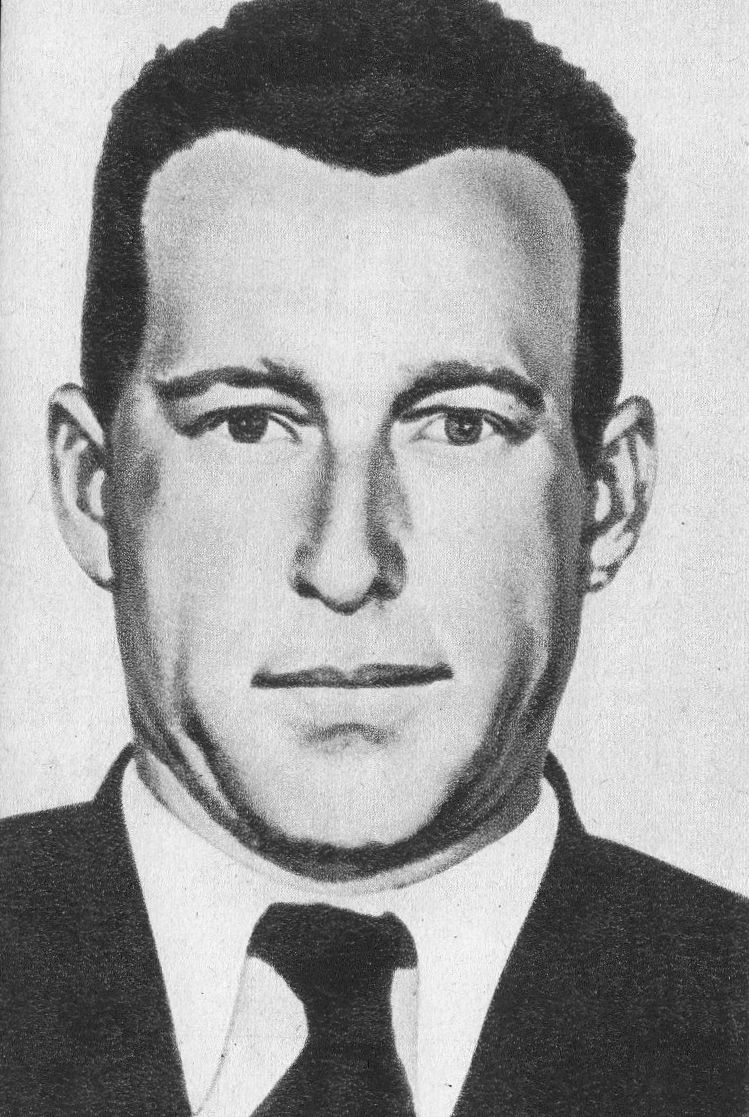
SS-Obersturmführer Franz Stangl, następca Eberla

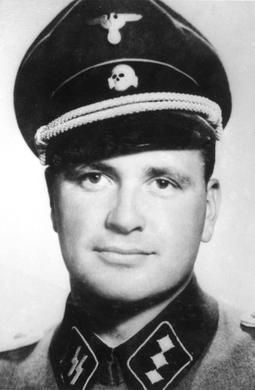
SS-Untersturmführer Kurt Franz, ostatni komendant obozu w Treblince

Personel obozu zagłady w Treblince – kadra zarządzająca, strażnicy oraz personel administracyjny niemieckiego nazistowskiego obozu zagłady Treblinka II.

## Personel niemiecki
Kadrę zarządzającą w ośrodku zagłady Treblinka II stanowili funkcjonariusze SS – Niemcy i Austriacy. Przeciętnie w obozie służyło ich około 30–40. Sporządzenie kompletnej listy członków niemieckiego personelu pozostaje niemożliwe, m.in. z powodu braku pełnej dokumentacji, a także ze względu na fakt, że często byli oni przerzucani pomiędzy poszczególnymi obozami zagłady akcji „Reinhardt” lub przebywali  w Treblince jedynie przez krótki okres. Do 2014 roku historykom udało się ustalić nazwiska 62 esesmanów, którzy pełnili służbę w Treblince.
Niemiecką załogę stanowili w większości pracownicy Kancelarii Führera, którzy uprzednio uczestniczyli w akcji T4, czyli eksterminacji osób chorych psychicznie i niepełnosprawnych umysłowo. W związku z oddelegowaniem do personelu akcji „Reinhardt” otrzymali oni oficerskie lub podoficerskie stopnie SS. Pod względem personalnym podlegali nadal Kancelarii, natomiast pod względem operacyjnym ich przełożonym był SS-Brigadeführer Odilo Globocnik – dowódca SS i Policji na dystrykt lubelski, a zarazem kierownik akcji „Reinhardt”. W różnych odstępach czasu w Treblince pełniło służbę 56 weteranów akcji T4.
Członkowie załogi Treblinki byli ubrani w mundury Waffen-SS i uzbrojeni w broń krótką lub pistolety maszynowe. Wyposażono ich także w pejcze.
Funkcję komendanta obozu pełnili kolejno:
- SS-Untersturmführer dr Irmfried Eberl – doktor nauk medycznych, z pochodzenia Austriak. Był weteranem akcji T4, podczas której kierował ośrodkami „eutanazji” w Brandenburgu i Bernburgu. Od lutego 1942 roku służył na froncie wschodnim w ramach tzw. Ostaktion, wiosną tegoż roku przeniesiono go do okupowanej Polski. Kierował obozem Treblinka II przez pierwsze dwa miesiące jego działalności. Pod koniec sierpnia 1942 roku z powodu niekompetencji został odwołany ze stanowiska[1].
- SS-Obersturmführer Franz Stangl – z zawodu policjant, z pochodzenia Austriak. Był weteranem akcji T4, podczas której służył w ośrodku „eutanazji” na zamku w Hartheim. Od marca do sierpnia 1942 roku był komendantem ośrodka zagłady w Sobiborze[9]. Zyskał wówczas opinię sprawnego organizatora, dzięki czemu dowództwo akcji „Reinhardt” powierzyło mu kierowanie obozem w Treblince, gdy proces eksterminacji uległ tam załamaniu z powodu niekompetencji Eberla[10]. Skuteczność, z jaką zarządzał Treblinką, przyniosła mu awans do stopnia Hauptsturmführera; w uzasadnieniu wniosku awansowego SS-Brigadeführer Globocnik uznał go za swojego „najlepszego komendanta obozu”[11].
- SS-Untersturmführer Kurt Franz – z zawodu kucharz. W latach 1937–1939 był członkiem załogi KL Buchenwald, a w latach 1939–1942 pracował jako kucharz w kilku ośrodkach „eutanazji”. W marcu 1942 roku został odkomenderowany do obozu zagłady w Bełżcu[12], a we wrześniu tegoż roku podjął służbę w Treblince[13]. Pełnił funkcję zastępcy Stangla oraz dowódcy wachmanów[14]. Ze względu na jego chłopięcą urodę więźniowie nadali mu przydomek „Lalka” (jid. Lalke). Franz był najbardziej znienawidzonym i budzącym największe przerażenie członkiem załogi, gdyż niemal codziennie mordował lub maltretował więźniów[15], lubując się zwłaszcza w wymierzaniu kary chłosty[16]. Po buncie więźniów w sierpniu 1943 roku zastąpił Stangla na stanowisku komendanta; jego głównym zadaniem było przeprowadzenie likwidacji obozu i zatarcie śladów jego istnienia[14].

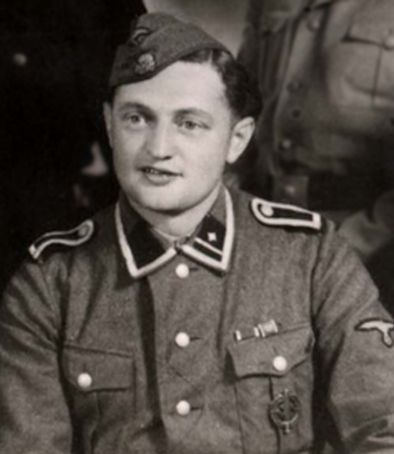
SS-Unterscharführer Karl Pötzinger, zastępca kierownika „górnego obozu”

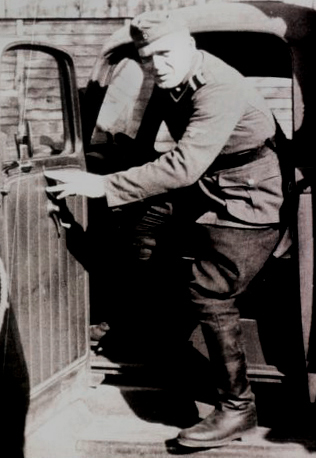
Fritz Schmidt, odpowiadał m.in. za konserwacje silników w komorach gazowych

Ponadto w skład niemieckiego personelu wchodzili między innymi:
- SS-Oberscharführer Kurt Küttner – był kierownikiem „dolnego obozu”, obejmującego strefę przyjęć oraz strefę administracyjno-mieszkalną. W obozie znano go pod przydomkiem „Kiwe”. Z powodu swej bezwzględności i okrucieństwa był obok Franza najbardziej znienawidzonym członkiem obozowej załogi[17].
- SS-Scharführer Heinrich Arthur Matthes – był kierownikiem „górnego obozu”, tj. obszaru zagłady, w którym znajdowały się komory gazowe i masowe groby[18].
- SS-Oberscharführer Ernst Schemmel – na przełomie września i października 1942 roku, podczas kilkutygodniowej nieobecności Stangla, pełnił obowiązki komendanta obozu[19].
- SS-Stabsscharführer Otto Stadie – był kierownikiem administracji obozowej, ponadto pełnił funkcję sierżanta kompanii wachmanów i nadzorował przyjmowanie transportów na rampie. Więźniowie nadali mu przydomek „Beczka” (jid. Fesele)[20].
- SS-Unterscharführer August Wilhelm Miete – służył w „dolnym obozie”. Odpowiadał za funkcjonowanie „lazaretu”, selekcjonował żydowskich więźniów pod względem zdolności do pracy, osobiście wykonywał egzekucje. Więźniowie zwali go „aniołem śmierci” (jid. Malechamowes)[21][22].
- SS-Unterscharführer Karl Pötzinger – służył w „górnym obozie”, gdzie nadzorował grzebanie zwłok, a późnej ich kremację[23]. W niektórych źródłach jest opisywany jako zastępca kierownika „górnego obozu”[24], lub jego adiutant[25].
- SS-Unterscharführer Franz Suchomel – służył w „dolnym obozie”, gdzie nadzorował komando „złotych Żydów” (niem. Goldjuden) oraz warsztaty: krawiecki i szewski. Jako szef komanda odpowiedzialnego za gromadzenie i sortowanie pieniędzy, złota oraz kosztowności podlegał bezpośrednio komendantowi obozu[26]. Był jednym z nielicznych esesmanów, którzy traktowali więźniów stosunkowo łagodnie[27][28].
- SS-Unterscharführer Otto Horn – służył w „górnym obozie”, gdzie nadzorował grzebanie zwłok, a później także ich kremację. Również traktował więźniów stosunkowo łagodnie[29].
- SS-Unterscharführer Willy Mätzig – był księgowym obozu i obok Ottona Stadiego głównym asystentem komendanta do spraw administracyjnych. Jako nadzorca „komanda niebieskiego” uczestniczył w przyjmowaniu transportów na rampie[30].
- SS-Unterscharführer Willi Mentz – służył w „dolnym obozie”, gdzie wykonywał egzekucje w „lazarecie”. Więźniowie nadali mu przydomek „Frankenstein”[31].
- SS-Unterscharführer Gustav Münzberger – służył w „górnym obozie”, gdzie nadzorował komory gazowe oraz komando, które przenosiło zwłoki do masowych grobów (Leichentransportkommando)[32][33].
- Willi Bölitz i Adolf Gentz – służyli w „dolnym obozie”, gdzie nadzorowali część więźniów pracujących w „komandzie niebieskim”. Do ich zadań należało uczestniczenie w przyjmowaniu transportów na rampie i kontrolowanie wagonów[34].
- Paul Bredow – służył w „dolnym obozie”, gdzie nadzorował jeden z baraków sortowni. Wcześniej służył w obozie zagłady w Sobiborze, gdzie zasłynął z wyjątkowego okrucieństwa[35]. 17 listopada 1943 roku wraz z Kurtem Franzem i Willim Mentzem rozstrzelał ostatnią grupę więźniów Treblinki[36].
- Josef Hirtreiter – służył w Treblince od sierpnia 1942 roku do października 1943 roku. Zasłynął z licznych okrucieństw, w szczególności z własnoręcznego mordowania niemowląt i małych dzieci[37].
- Karl Schiffner – nadzorował komando budowlane[38].
- Fritz Schmidt – odpowiadał za konserwację silników w komorach gazowych. Nadzorował także obozowy park samochodowy i warsztat ślusarski[39].
- Hermann Sydow – służył w „dolnym obozie”, gdzie nadzorował tzw. komando maskujące (niem. Tarnungskommando), którego zadaniem było zbieranie gałęzi w lesie sąsiadującym z obozem, a następnie maskowanie przy ich pomocy płotu i wewnętrznych ogrodzeń. Był alkoholikiem[40].

Innymi Niemcami, którzy odegrali znaczącą rolę w historii obozu, byli:
- SS-Obersturmführer Christian Wirth – weteran akcji T4, pierwszy komendant ośrodka zagłady w Bełżcu, a później inspektor obozów zagłady akcji „Reinhardt”. Na przełomie sierpnia i września 1942 roku, gdy proces eksterminacji w Treblince uległ załamaniu na skutek niekompetencji Eberla, przeprowadził szeroko zakrojoną reorganizację obozu[41][42].
- SS-Obersturmführer Richard Thomalla – wiosną 1942 roku nadzorował budowę ośrodka zagłady w Treblince, w trakcie której zamordowano nawet do kilkunastu tysięcy żydowskich robotników. Wcześniej kierował budową obozów w Bełżcu i Sobiborze[43][44].
- SS-Hauptscharführer Lorenz Hackenholt – w latach 1938–1942 był członkiem załogi KL Sachsenhausen, później uczestniczył w akcji T4. Jesienią 1941 roku został przeniesiony do okupowanej Polski. Był członkiem załogi obozu zagłady w Bełżcu. W sierpniu 1942 roku został czasowo przeniesiony do Treblinki, gdzie zaprojektował „nowe” komory gazowe, po czym razem z Erwinem Lambertem nadzorował ich budowę[45][46].
- SS-Unterscharführer Erwin Lambert – w czasie akcji T4 był „specjalistą do spraw budowlanych”. Wiosną 1942 roku uczestniczył w budowie obozu zagłady w Treblince; część źródeł podaje, że nadzorował wówczas wzniesienie pierwszego budynku z komorami gazowymi. Na przełomie lata i jesieni 1942 roku kierował budową „nowych” komór gazowych w Treblince, zaprojektowanych przez Lorenza Hackenholta[45][47].
- SS-Oberscharführer Herbert Floß – specjalista od niszczenia ludzkich zwłok. Wiosną 1943 roku został oddelegowany do Treblinki z zadaniem udzielenia pomocy tamtejszej załodze w wydobyciu i spaleniu szczątków ponad 700 tys. ofiar, które pogrzebano w zbiorowych mogiłach w Totenlagrze. Kierował budową rusztów spaleniskowych i pierwszymi spaleniami zwłok[24][48].
- Rudolf Emmerich i Willi Klinzmann – niemieccy kolejarze, którzy rezydowali na stacji kolejowej w Treblince od pierwszych dni istnienia ośrodka zagłady. Odpowiadali za kierowanie „pociągów specjalnych” na bocznice, a później przy pomocy niewielkiego parowozu wprowadzali partie wagonów do obozu[49].

## Wachmani

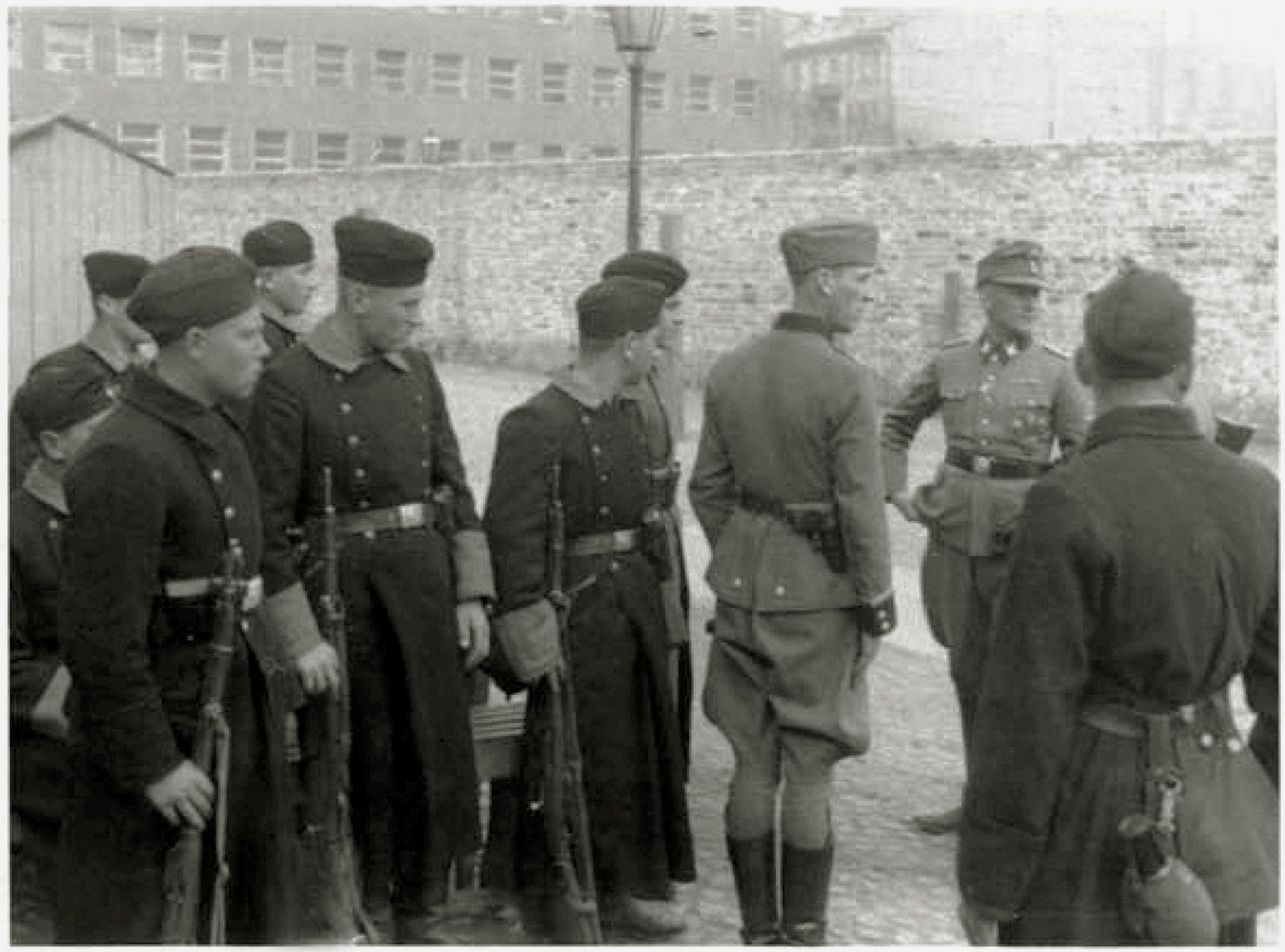
Trawniki-Männer tłumiący powstanie w getcie warszawskim

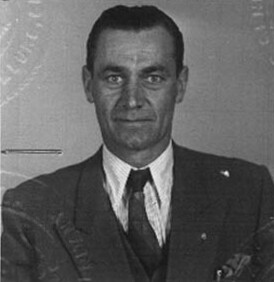
Fiodor Fedorenko, jeden z wachmanów z Treblinki

Niemiecki personel wspomagała kompania wartownicza złożona z około 90–120 strażników (wachmanów). Rekrutowali się oni spośród tzw. Trawniki-Männer, czyli wschodnioeuropejskich kolaborantów, których przeszkolono w obozie SS w Trawnikach. W większości wypadków byli to sowieccy jeńcy wojenni, którzy z rozmaitych względów zgodzili się przejść na służbę niemiecką. Więźniowie nazywali ich „Ukraińcami” i takie określenie pojawia się zazwyczaj w ich wspomnieniach. Historycy także przyjmują, że większość strażników była narodowości ukraińskiej. Niemniej określenie „Ukraińcy” nie jest zupełnie ścisłe, gdyż Niemcy starali się rekrutować do oddziałów z Trawnik przede wszystkim sowieckich volksdeutschów, a obok Ukraińców także przedstawicieli innych nierosyjskich narodów ZSRR. Z powodu braku rekruta często zdarzało się zresztą, że do oddziałów z Trawnik rekrutowano rodowitych Rosjan.
Wachmani nosili początkowo przedwojenne polskie mundury przefarbowane na kolor czarny. Później ubierano ich w zdobyczne mundury belgijskie. Zdarzało się przy tym, że mieli na sobie elementy jednego i drugiego umundurowania. Byli uzbrojeni w karabiny, zazwyczaj zdobyczne sowieckie. Niekiedy wydawano im także broń automatyczną. Tym, którzy znali język niemiecki, a więc zazwyczaj volksdeutschom, powierzano funkcję dowódców pododdziałów (Zugführer i Oberzugführer). Do obowiązków wachmanów należało pełnienie straży w obozie i na jego obrzeżach, sprawowanie nadzoru nad żydowskimi więźniami, pędzenie ofiar do komór gazowych, konserwacja i naprawa silników używanych do gazowania. Niemcy zabronili im jednak dręczyć i zabijać „Żydów pracujących” bez wyraźnego rozkazu, obawiając się, że będą szantażować więźniów, aby wymusić od nich złoto i kosztowności.
Historycy zdołali ustalić nazwiska 66 wachmanów z Treblinki. Wiadomo, że najwyższym rangą spośród nich był Boris Rogoza. Egzekucje w „lazarecie” wykonywał Fiodor Rjabeka. Najgorszą sławę zdobyli sobie jednak Nikołaj Szalajew oraz Iwan zwany „Groźnym”, którzy obsługiwali komory gazowe. Do ich zadań należało m.in. konserwowanie i uruchamianie silnika wykorzystywanego do gazowania ofiar, wpędzanie Żydów do komór (opornym zadawali ciosy szablą lub metalowym prętem), oraz sprawdzanie, czy ofiary są już martwe. Początkowo „Groźnego” utożsamiano z Iwanem Demianiukiem, obecnie jednak wiadomo, że pod tym przydomkiem krył się Iwan Marczenko.
Miały miejsce przypadki ucieczek wachmanów z obozu. Jednym z powodów mogła być obawa, że jako świadkowie zbrodni mogliby zostać później zlikwidowani przez Niemców.